# Lac du Causse
Der Lac du Causse ist ein Stausee in Frankreich im Département Corrèze in der Région Nouvelle-Aquitaine. Der See ist bekannt als nationales Wassersportzentrum.

## Geografie
Der See befindet sich im südwestlichen Teil des Département Corrèze ca. 12 Kilometer von Brive-la-Gaillarde entfernt, unweit der Orte Chasteaux und Lissac-sur-Couze. Er wird vom Fluss Couze gespeist, der schließlich in die Vézère mündet.

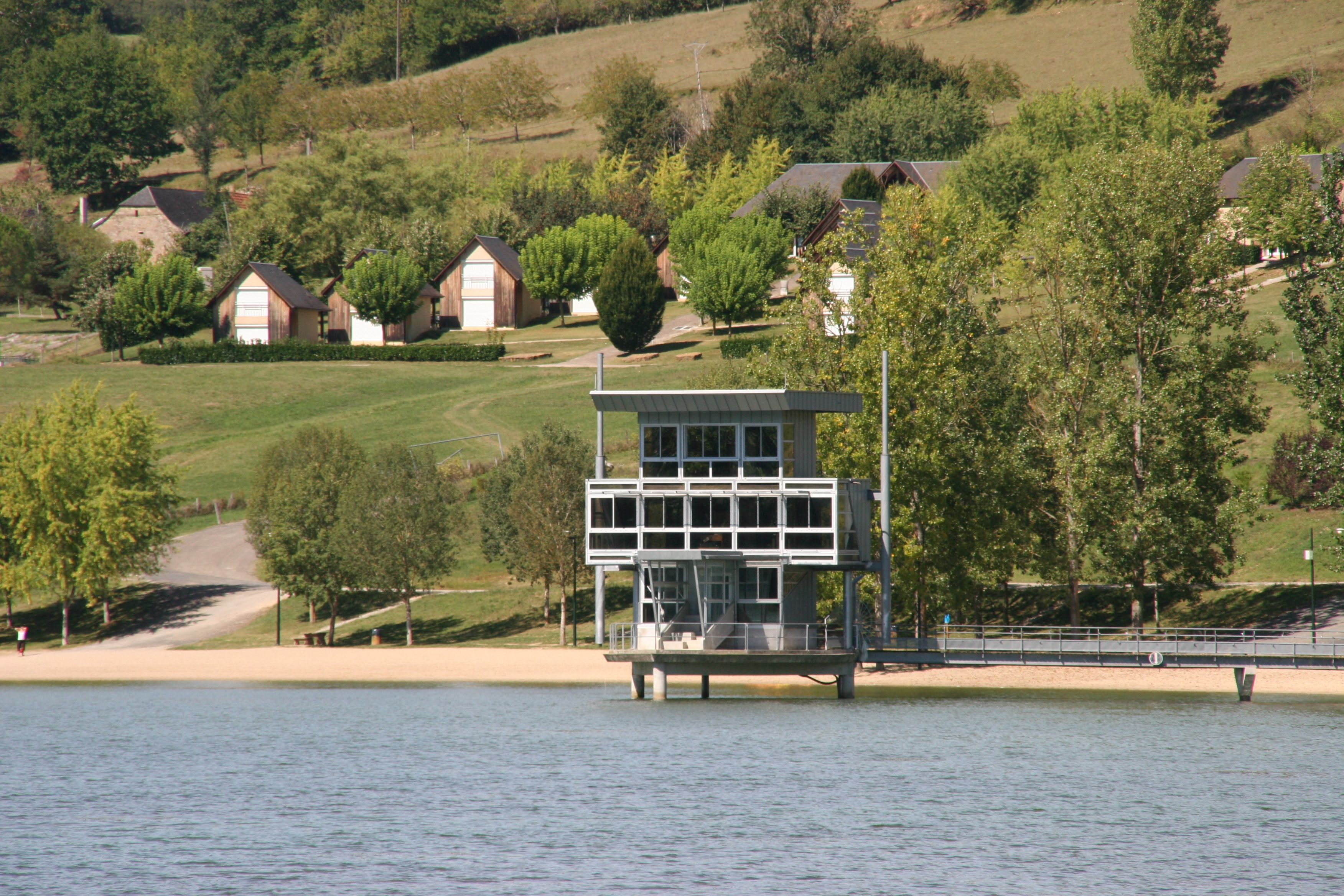
Regattaturm
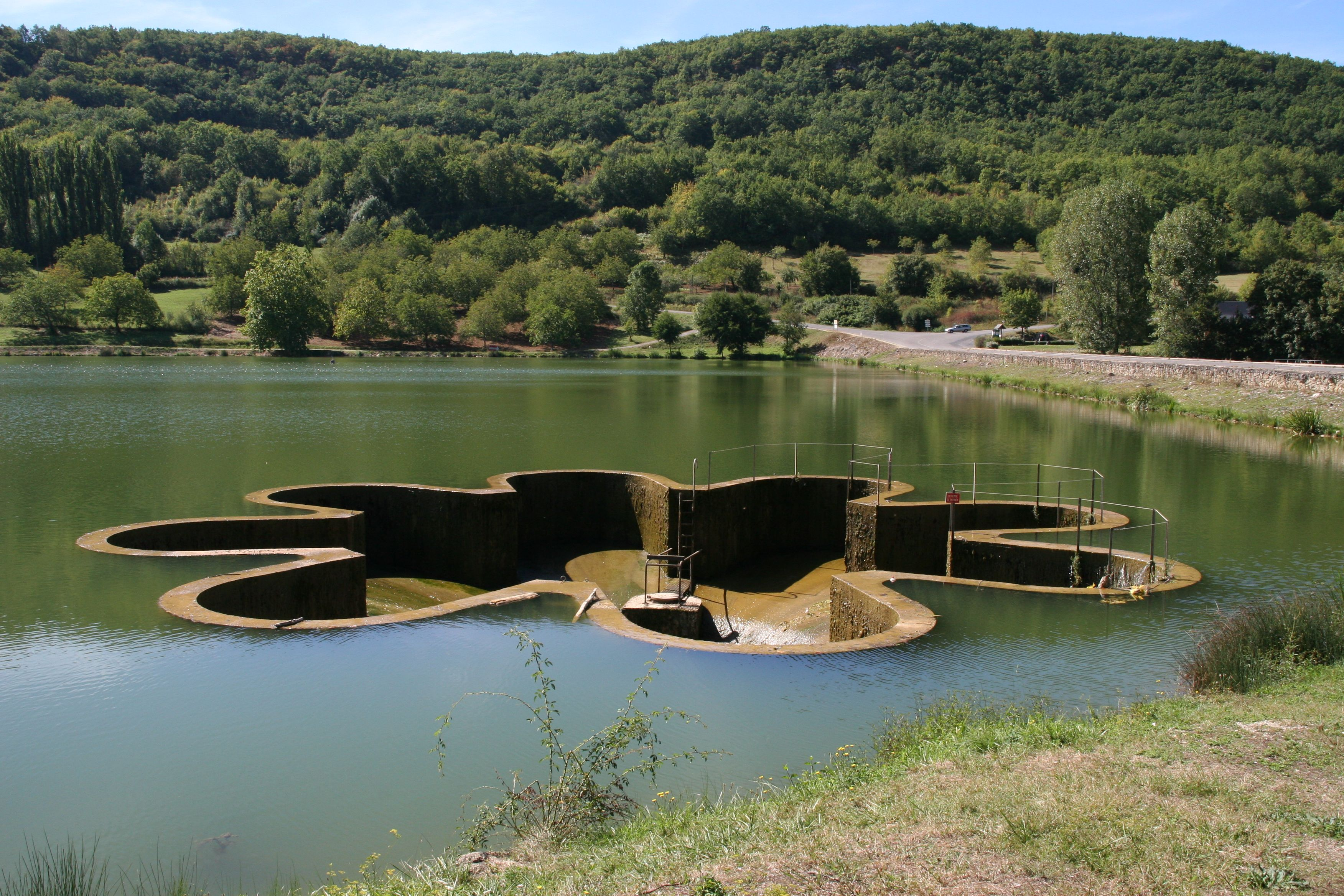
Überlauf